# Usina Hidrelétrica Paulo Afonso III
A Usina Hidrelétrica Paulo Afonso III, que também recebe o nome de PA III, é uma usina hidrelétrica brasileira localizada no estado da Bahia. Implantada no rio São Francisco, pertence ao Complexo Hidrelétrico de Paulo Afonso. A Companhia Hidro Elétrica do São Francisco (Eletrobras Chesf) é a proprietária da geradora de energia.
A hidrelétrica conta com quatro unidades geradoras com potência de 198,55 mega-wwatts, com potência total de 794,2 mega-watts.